# Материкова та океанічна півкулі
Материкова та океанічна півкулі Землі, які також називають півкуля суходолу та водна півкуля — це півкулі Землі, які містять найбільшу можливу площу відповідно суші та океану.

## Поділ
Існує деяка різниця у визначенні центрів цих півкуль. Згідно одного визначення, центр материкової півкулі знаходиться за координатами 47°13′ пн. ш. 1°32′ зх. д. / 47.217° пн. ш. 1.533° зх. д. (у місті Нант, Франція). За визначенням, центром океанічної півкулі тоді є протилежна точка до центру материкової півкулі, а отже він розташований за координатами 47°13′ пд. ш. 178°28′ сх. д. / 47.217° пд. ш. 178.467° сх. д., біля новозеландських островів Баунті.
Інше визначення встановлює центр материкової півкулі за координатами 47°24′42″ пн. ш. 2°37′15″ зх. д. / 47.411667° пн. ш. 2.620833° зх. д. (на острові Думе (фр. île Dumet) біля Сен-Назару, Франція)
Але між цими двома центрами материкової півкулі відстань всього бл.50 км.
Материкова півкуля містить трохи менше семи восьмих всього суходолу Землі, включно з Європою, Африкою, Північною Америкою, майже всією Азією та більшістю Південної Америки. Однак, навіть в материковій півкулі, площа океану дещо перевищує прощу суходолу.
Океанічна півкуля містить лише одну восьму суходолу, включно з Австралією, Новою Зеландією, Антарктикою, Гаваями, острівною частиною Південно-східної Азії, та південною частиною Південної Америки. Переважна частина Тихого океану та Індійського океану належать до океанічної півкулі. Пропорційно, водна півкуля містить 89% води (за площею поверхні), 6% суходолу та 5% полярної шапки. Останні рахуються окремо, бо частина з них розташована на підложці нижче рівня моря.